# Cicia (geslacht)
Cicia is een geslacht van vlinders uit de familie van de nachtpauwogen (Saturniidae), uit de onderfamilie van de Ceratocampinae. De wetenschappelijke naam en de beschrijving van dit geslacht werden voor het eerst in 1964 gepubliceerd door José Oiticica Filho. 

## Soorten
- C. citrina (Schaus, 1904)
- C. crocata (Boisduval, 1872)
- C. nettia (Schaus, 1921)
- C. norape Becker & Camargo, 2001
- C. pamala (Schaus, 1900)
- C. pelota (Schaus, 1905)